# رود لائوکا
رود لائوکا رودی است که به دریاچه کویپاسا می‌ریزد. این رود از کشورهای شیلی و بولیوی می‌گذرد.